# Édgar Andrade
Édgar Bismarck Andrade Rentería (Xalapa, Veracruz, 2 de marzo de 1988) es un exfutbolista y entrenador mexicano que jugaba como mediocampista.

## Trayectoria

### Futbolista
Debutó con Cruz Azul en la Primera División de México, el 28 de enero de 2006, en la Jornada 2 del Clausura 2006 enfrentando a Atlas
El 12 de mayo de 2007, en el juego de vuelta de los 4tos. de final del Clausura 2007, Cruz Azul vs Tecos, sufrió una fractura de tibia y peroné, así como lesiones en los ligamentos del tobillo derecho, al intentar recuperar un balón; la lesión lo mantuvo alejado de las canchas por cinco meses.
Con los Cementeros fue Subcampeón de la Liga MX en tres ocasiones, así como del torneo Concacaf Liga Campeones 2008-09.
Llegó a Jaguares de Chiapas de cara al Bicentenario 2010. En siete torneos con los Naranjas, disputó 116 partidos (Liga MX, Copa MX, InterLiga y Copa Libertadores 2011) y anotó 15 goles.
Debido al traslado de la franquicia de Jaguares a Querétaro, llegó a Morelia para el Apertura 2013; el Clausura 2014 jugó con Pachuca y para el Apertura 2014, Veracruz se hizo de sus servicios.
En el torneo Apertura 2018, se unió a Cafetaleros de Tapachula, cuadro de la Liga de Ascenso de México.

## Clubes

### Futbolista
| Club                     | País   | Año           |
| ------------------------ | ------ | ------------- |
| Cruz Azul                | México | 2006-2009     |
| Jaguares de Chiapas      | México | 2010-2013     |
| Morelia                  | México | Apertura 2013 |
| Pachuca                  | México | Clausura 2014 |
| Veracruz                 | México | 2014-2018     |
| Cafetaleros de Tapachula | México | Apertura 2018 |

#### Partidos y goles
| Competencia                      | Partidos | Goles |
| -------------------------------- | -------- | ----- |
| Primera División de México       | 248      | 26    |
| Copa México                      | 38       | 7     |
| Liga de Ascenso de México        | 25       | 0     |
| InterLiga                        | 10       | 2     |
| Copa Libertadores                | 7        | 1     |
| Liga de Campeones de la Concacaf | 5        | 2     |
| Total                            | 333      | 38    |

## Selección nacional de México

### Sub-17
Édgar Andrade formó parte del plantel que conquistó la Copa Mundial de Fútbol Sub-17 de 2005 celebrada en Perú, bajo las órdenes del entrenador Jesús Ramírez.
| Mundial | Sede | Resultado | Partidos | Goles |
| ------- | ---- | --------- | -------- | ----- |
| Sub-17  | Perú | Campeón   | 5        | 0     |

| Fecha            | Estadio                         | Encuentro      | Resultado    |
| ---------------- | ------------------------------- | -------------- | ------------ |
| 16 de septiembre | Estadio Nacional del Perú, Lima | Fecha 1        | 0-2          |
| 19 de septiembre | Estadio Nacional del Perú, Lima | Fecha 2        | 3-0          |
| 22 de septiembre | Estadio Miguel Grau, Piura      | Fecha 3        | 1-2          |
| 25 de septiembre | Estadio Miguel Grau, Piura      | 4tos. de final | 1-3 (a.e.t.) |
| 29 de septiembre | Estadio Elías Aguirre, Chiclayo | Semifinal      | 4-0          |

### Absoluta
Bajo la dirección técnica del "Chepo" José Manuel de la Torre, debutó con el Tricolor el 11 de octubre de 2011, en un partido amistoso ante Brasil en el Estadio Corona TSM (Torreón, Coahuila, México); el encuentro finalizó 1-2 a favor del cuadro sudamericano.  
|                    | PJ | Minutos | Goles | Asistencias | Periodo   |
| ------------------ | -- | ------- | ----- | ----------- | --------- |
| Selección mexicana | 8  | 282     | 0     | 1           | 2011-2012 |

## Palmarés

### Campeonatos nacionales
| Categoría   | Título                    | Club     | País   |
| ----------- | ------------------------- | -------- | ------ |
| Copa México | Copa México Apertura 2013 | Morelia  | México |
| Copa México | Copa México Clausura 2016 | Veracruz | México |

### Campeonatos internacionales
| Título                                | Club                      | Sede               | Año  |
| ------------------------------------- | ------------------------- | ------------------ | ---- |
| Torneo Sub-17 de la Concacaf de 2005  | Selección Mexicana Sub-17 | Culiacán y Heredia | 2005 |
| Copa Mundial de Fútbol Sub-17 de 2005 | Selección Mexicana Sub-17 | Perú               | 2005 |